# Waterloo (Wisconsin)
Waterloo és una població dels Estats Units a l'estat de Wisconsin. Segons el cens del 2000 tenia 3.259 habitants.

## Demografia
Segons el cens del 2000, Waterloo tenia 3.259 habitants, 1.242 habitatges, i 844 famílies. La densitat de població era de 321,8 habitants per km².
Dels 1.242 habitatges en un 36% hi vivien nens de menys de 18 anys, en un 54,9% hi vivien parelles casades, en un 9,3% dones solteres, i en un 32% no eren unitats familiars. En el 25% dels habitatges hi vivien persones soles el 10,1% de les quals corresponia a persones de 65 anys o més que vivien soles. El nombre mitjà de persones vivint en cada habitatge era de 2,56 i el nombre mitjà de persones que vivien en cada família era de 3,1.
Per edats la població es repartia de la següent manera: un 27,3% tenia menys de 18 anys, un 8,4% entre 18 i 24, un 32,9% entre 25 i 44, un 20% de 45 a 60 i un 11,4% 65 anys o més.
L'edat mediana era de 34 anys. Per cada 100 dones de 18 o més anys hi havia 96,8 homes.
La renda mediana per habitatge era de 49.221 $ i la renda mediana per família de 56.027 $. Els homes tenien una renda mediana de 35.712 $ mentre que les dones 24.732 $. La renda per capita de la població era de 22.099 $. Aproximadament el 2,6% de les famílies i el 5,1% de la població estaven per davall del llindar de pobresa.

## Poblacions properes
El següent diagrama mostra les poblacions més properes.